# NK Posavina Posavska Mahala
NK Posavina je hrv. bosanskohercegovački nogometni klub iz Posavske Mahale.